# Fenomenologia ducha
Fenomenologia ducha (niem. Die Phänomenologie des Geistes) – jedno z najważniejszych dzieł filozoficznych G. W. F. Hegla i całej europejskiej historii filozofii, wydane w 1807 roku.
Przed wydaniem tego dzieła Hegel szedł ręka w rękę z Schellingem, ale w Fenomenologii ducha wyzwolił się ostatecznie od wpływu Schellinga i stworzył własny oryginalny system filozoficzny.
Zagadnienia Fenomenologii ducha zostały następnie przez Hegla podsumowane w Encyklopedii nauk filozoficznych (wydanej w 1817 roku), w której to znalazły się jako część "Ducha subiektywnego" w ramach ogólnej "Filozofii ducha" (w skład której wchodzą także "Duch obiektywny" i "Duch absolutny").

## Struktura dzieła
- Przedmowa
- Wstęp
- Świadomość – składa się z następujących 3 rozdziałów: „Pewność zmysłowa, czyli 'to oto' i mniemanie”, „Postrzeżenie, czyli rzecz i złudzenie” i „Siła i rozsądek, zjawisko i świat nadzmysłowy”.
- Samowiedza – rozpoczyna się od rozważań na temat „O prawdzie pewności samego siebie” i składa się z 2 rozdziałów: „Samoistność i niesamoistność samowiedzy, panowanie i niewola” oraz „Wolność samowiedzy; stoicyzm, sceptycyzm i świadomość nieszczęśliwa”. To właśnie w dziale Samowiedza zawarta jest słynna heglowska konstrukcja dialektyki pana i niewolnika.
- Rozum – składa się z następujących 3 rozdziałów: „Rozum obserwujący”, „Urzeczywistnianie się rozumowej samowiedzy przez nią samą” i „Indywidualność, która dla siebie samej jest realna sama w sobie i dla siebie”.
- Duch – składa się z następujących 3 rozdziałów: „Duch prawdziwy. Etyczność”, „Duch, który wyobcował się od siebie, kultura” i „Duch pewny samego siebie. Moralność”.
- Religia – składa się z następujących 3 rozdziałów: „Religia naturalna”, „Religia sztuki” i „Religia jawna”.
- Wiedza absolutna – przynosi rozważania podzielone na trzy części: „Prosta treść jaźni świadomej siebie jako bytu”, „Nauka jako pojmowanie siebie samej przez jaźń” i „Duch jako pojęcie w swym powrocie do bezpośredniości istniejącej”.

## Polskie tłumaczenia
- Fenomenologia ducha. Adam Landman (tłum., wstęp i objaśnienia). T. I. Warszawa: Państwowe Wydawnictwo Naukowe, 1963, s. 485.
- Fenomenologia ducha. Adam Landman (tłum., wstęp i objaśnienia). T. II. Warszawa: Państwowe Wydawnictwo Naukowe, 1965, s. 475.
- Fenomenologia ducha. Światosław Florian Nowicki (tłum.). Warszawa: Fundacja Aletheia, 2002, s. 659. ISBN 83-87045-94-2.